# Luiz Carlos Galvão Lobo
Luiz Carlos Galvão Lobo (18 de janeiro de 1934) é um médico, professor e pesquisador brasileiro, considerado pioneiro da saúde digital no país. Formou-se pela Faculdade de Medicina da Universidade Federal do Rio de Janeiro (UFRJ), em 1957. Dedicou-se, inicialmente, a estudos em Medicina Nuclear realizados no Instituto de Biofísica da UFRJ. Desenvolveu um interesse particular pelo campo da Educação, tendo sido convidado a integrar o grupo de planejamento da Faculdade de Ciências da Saúde da Universidade de Brasília (UnB), da qual, além de fundador, também foi diretor. Em 1972, regressou ao Instituto de Biofísica da UFRJ, onde criou o Núcleo de Tecnologia Educacional para a Saúde (NUTES), unidade especializada no desenvolvimento de recursos humanos e tecnologias para a Educação em Ciência e Saúde, da qual foi diretor desde sua fundação até 1981. Em 1964, tomou posse como membro associado da Academia Brasileira de Ciências. Em 2006, recebeu o título de professor Honoris Causa da UnB e, em 2010, recebeu a Medalha da Ordem do Mérito Médico.